# كلير بيرن
كلير بيرن (بالإنجليزية: Claire Byrne)‏ هي مقدمة تلفزيونية وصحفية ومذيعة أخبار أيرلندية، ولدت في 11 أغسطس 1975 في Mountrath ‏ في جمهورية أيرلندا.

## وصلات خارجية
- كلير بيرن على موقع IMDb (الإنجليزية)